# Ришман, Андре
Андре Ришман (фр. André Rischmann, 1882—1955) — французский регбист, чемпион летних Олимпийских игр 1900. Играл за клуб «Космополитан».
На Играх Ришман входил в сборную Франции по регби, которая, обыграв Германию и Великобританию, стала победительницей турнира и получила золотые медали.